# Führersonderzug

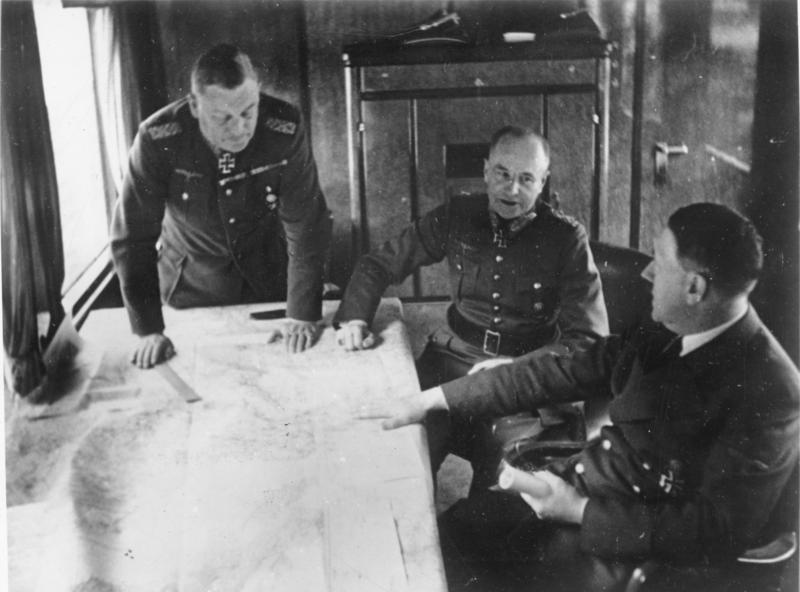
Hitler, von Brauchitsch e Keitel num encontro no trem "America" (1941)

O Führersonderzug (do alemão: "trem especial do Führer") era o trem pessoal de Adolf Hitler. Recebeu o nome de Führersonderzug "Amerika" em 1940 e, em janeiro de 1943, foi renomeado Führersonderzug "Brandenburg". O trem serviu como quartel-general de Hitler até a Campanha dos Balcãs. Depois disso, o trem não foi mais usado como quartel-general do Führer (Führerhauptquartier), porém Hitler continuou a viajar nele durante a guerra entre Berlim, Berchtesgaden, a Toca do Lobo e seus outros quartéis-generais militares.

## Uso
Antes do primeiro quartel-general Felsennest permanente do Führer ser usado em maio de 1940, o Führersonderzug serviu como um quartel-general móvel. Hitler e sua comitiva usaram este trem para visitar várias frentes e teatros de guerra. Por segurança, um trem dianteiro e um trem traseiro foram usados para evitar qualquer possível ataque.
O trem foi originalmente chamado de Führersonderzug "Amerika", supostamente porque Hitler queria homenagear a colonização europeia da América. Depois que a Alemanha declarou guerra aos Estados Unidos, em 11 de dezembro de 1941, o trem foi renomeado para Führersonderzug "Brandenburg".
No final de abril de 1945, Hitler ordenou que seu assessor e ajudante Julius Schaub viajasse para a Áustria para destruir o Führersonderzug.

## Componentes
Os elementos exatos do trem não são conhecidos; a documentação de cada viagem era destruída após a viagem para evitar que fosse usada para planejar um ataque. Alguns detalhes foram revelados pelas informações de partida "Bln 2009", quando o trem partiu da Estação Anhalter Bahnhof em Berlim em 23 de junho de 1941, chegando a Wolfsschanze em 24 de junho de 1941.
Os componentes individuais de 10 a 16 (locomotivas e vagões) em orgem foram:
- Duas locomotivas (Deutsches Reichsbahn K5E Kriegslokomotive[6])
- um vagão-plataforma especial Flakwagen blindado antiaéreo com dois canhões antiaéreos, geralmente um par de baterias quádruplas Flakvierling de 20 mm, uma em cada extremidade do vagão. Também tinha alojamentos para os oficiais e homens do 9º Regimento General Göring da Luftwaffe, que operavam os canhões. Os vagões antiaéreos do conjunto de trens de Goering usavam canhões antiaéreos.
- um vagão de bagagem
- o Führerwagen,  usado por Hitler
- um Befehlswagen (carro de comando), incluindo uma sala de conferências e um centro de comunicações
- um Begleitkommandowagen, para a força de segurança de vinte e dois homens que o acompanha (SS-Begleit-Kommando e destacamento Reichssicherheitsdienst[6])
- um vagão-restaurante
- dois vagões para hóspedes
- um Badewagen (vagão de banho)
- outro vagão-restaurante
- dois vagões-dormitório para o pessoal
- um Pressewagen (vagão de imprensa) para o chefe de imprensa, Otto Dietrich, e equipe[6]
- outro vagão de bagagem
- outro Flakwagen

Otto Dietrich indica que o Flakwagen nunca precisou ser usado quando Hitler estava viajando. O "Pressewagen" era para receber e divulgar relatórios de imprensa, não para jornalistas.

## OutrosSonderzüge
Havia outros trens especiais (Sonderzüge em alemão) usados por importantes oficiais alemães:
- Ministerzug (Trem dos Ministros), usado por Joachim von Ribbentrop e Heinrich Himmler
- Sonderzug "Afrika" (também chamado de "Braunschweig"), usado pelo chefe do Alto Comando das Forças Armadas (Oberkommando der Wehrmacht, OKW))
- Sonderzug "Asien" (também chamado de "Pommern"), usado por Hermann Göring
- Sonderzug "Atlantik" (também chamado de "Auerhahn", "tetraz"), usado pelo comandante supremo da Marinha (Kriegsmarine)
- Sonderzug "Atlas" (também chamado de "Franken"), um trem de comando usado pelo Estado-Maior de Operações das Forças Armadas (Wehrmachtführungsstabes)
- Sonderzug "Enzian" ("genciana"), um trem de comando usado pelo chefe do ramo de inteligência da Luftwaffe (Nachrichtenwesens der Luftwaffe)
- Sonderzug "Ostpreußen" (também chamado de "Sonderzug 4"), usado pelo Estado-Maior do Exército (Oberkommando des Heeres, OKH))[a]
- Sonderzug "Robinson 1", usado pelo Chefe do Estado-Maior de Comando da Luftwaffe
- Sonderzug "Robinson 2", usado pelo Chefe do Estado-Maior da Luftwaffe
- Sonderzug "Steiermark" (também chamado de "Heinrich" e "Transport 44"), usado por Heinrich Himmler
- Sonderzug "Westfalen", usado por Joachim von Ribbentrop
- Sonderzug "Württemberg", usado pelo Estado-Maior do Exército (Gen. St.d. H. – Generalstabs des Heeres)